# Holland Casino
Holland Casino (handelsnaam van Holland Casino N.V., opgericht als de Nationale stichting tot exploitatie van casinospelen in Nederland) is de enige legale aanbieder van speelcasino's in Nederland. De eerste vestiging van Holland Casino opende de deuren in Zandvoort in 1976. Sinds 4 oktober 2021 biedt het bedrijf ook online kansspelen aan.
Op grond van artikel 27h, eerste lid, van de Wet op de kansspelen kan de raad van bestuur van de Kansspelautoriteit slechts aan één rechtspersoon vergunning verlenen tot het organiseren van speelcasino's. Deze vergunning werd bij beschikking van 17 december 1975 aan Holland Casino verleend.
Holland Casino is een staatsdeelneming. De staatssecretaris van Financiën treedt op als aandeelhouder. Het bedrijf staat de volledige nettowinst af aan de Staat der Nederlanden, behalve toevoegingen aan het eigen vermogen.

## Activiteiten

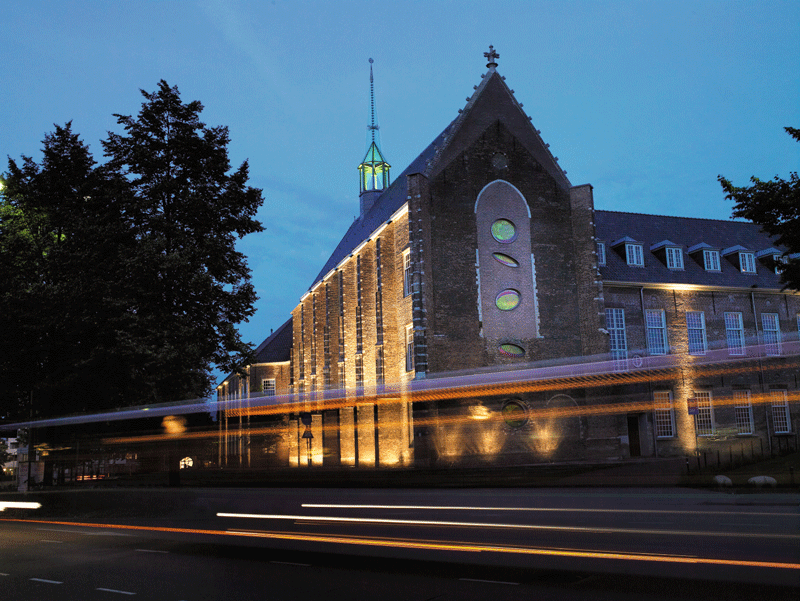
Holland Casino in Breda

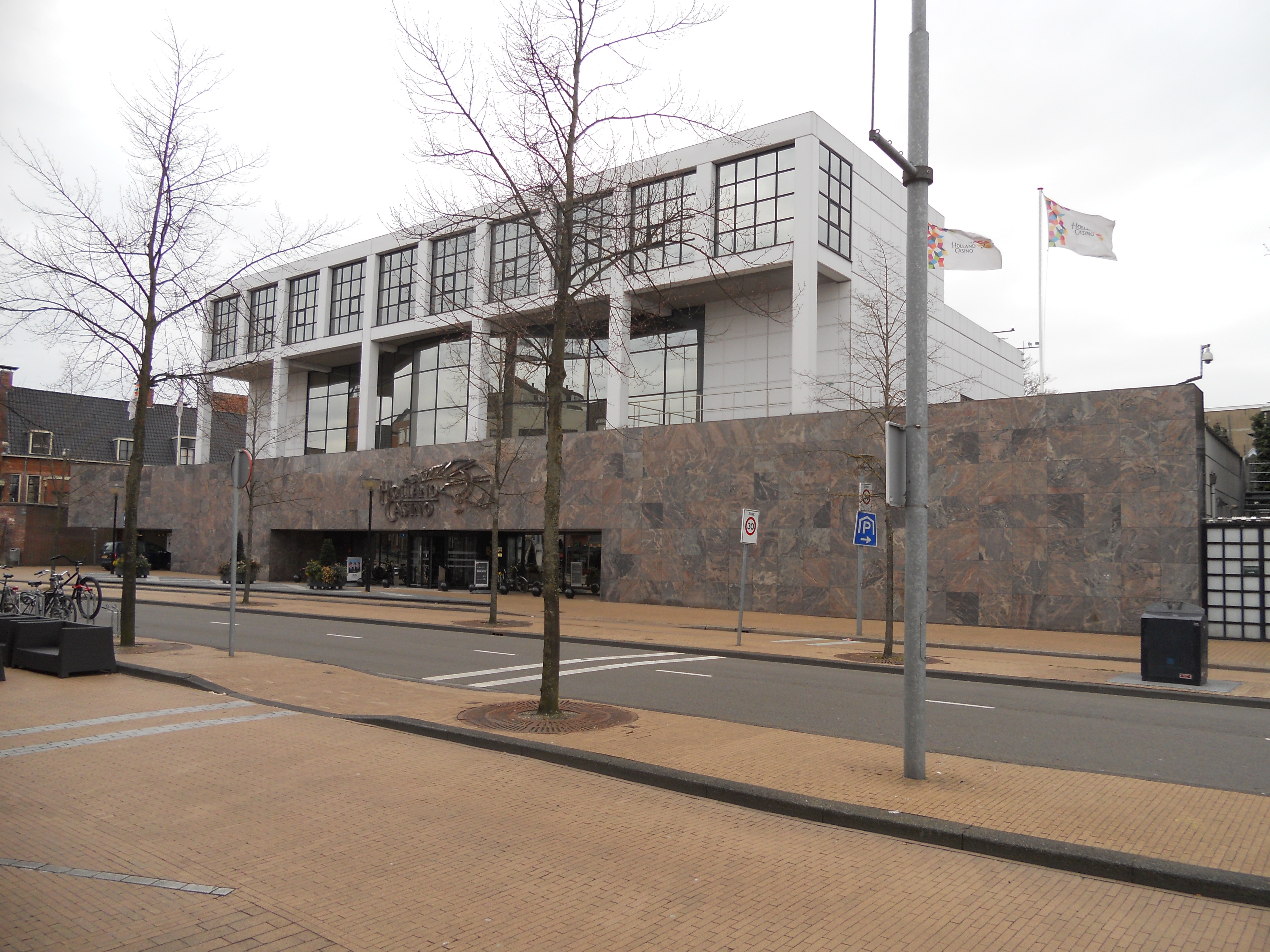
Holland Casino in Groningen (2012); op 27 augustus 2017 verwoest door brand

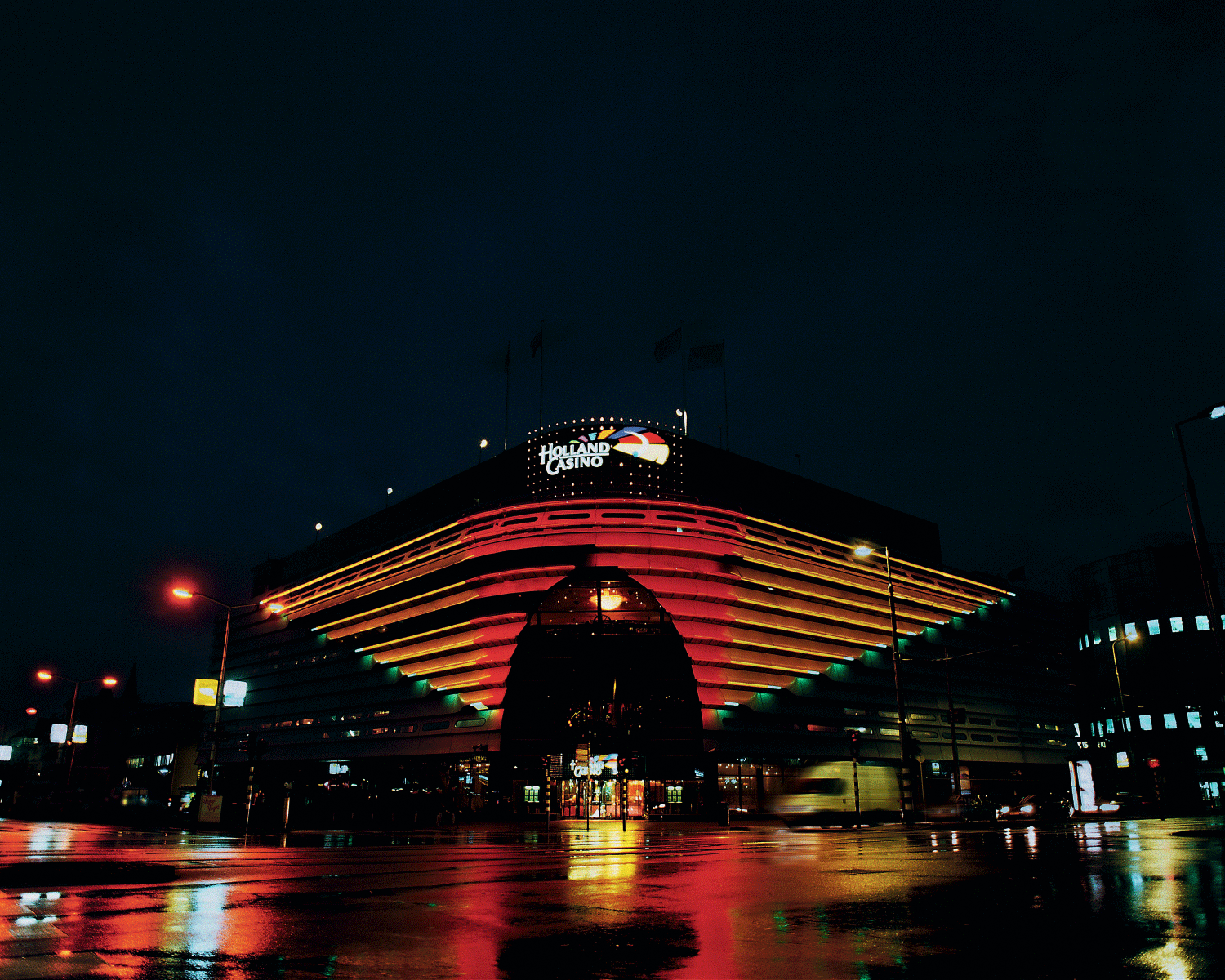
Holland Casino in Scheveningen

### Vestigingen
Holland Casino heeft een hoofdkantoor in Hoofddorp en 13 vestigingen verspreid over Nederland:
| Vestiging            | Gemeente   | Opening           | Oppervlakte |
| -------------------- | ---------- | ----------------- | ----------- |
| Amsterdam-Centrum    | Amsterdam  | 1 december 1986   | 8633 m²     |
| Amsterdam-Sloterdijk | Amsterdam  | 27 september 2018 | 5426 m²     |
| Breda                | Breda      | 1 oktober 1987    | 9779 m²     |
| Eindhoven            | Eindhoven  | 13 juni 1993      | 4308 m²     |
| Enschede             | Enschede   | 28 juni 2002      | 6686 m²     |
| Groningen            | Groningen  | 4 november 1988   | 2401 m²     |
| Leeuwarden           | Leeuwarden | 1 december 2006   | 3060 m²     |
| Nijmegen             | Nijmegen   | 10 augustus 1989  | 4695 m²     |
| Rotterdam            | Rotterdam  | 29 november 1985  | 8736 m²     |
| Scheveningen         | Den Haag   | 4 oktober 1979    | 6920 m²     |
| Utrecht              | Utrecht    | 30 september 2000 | 8852 m²     |
| Valkenburg           | Valkenburg | 6 mei 1977        | 6721 m²     |
| Venlo                | Venlo      | 8 maart 2006      | 8463 m²     |

Voorheen had Holland Casino ook vestigingen op Schiphol en in Zandvoort. De vestiging op Schiphol werd in 2017 gesloten. De oudste en kleinste vestiging in Zandvoort werd in februari 2025 gesloten.
In deze vestigingen staan 6249 gokautomaten en 372 speeltafels. Er werken ongeveer 3900 medewerkers. In 2023 kwamen er 1,1 miljoen gasten, die tezamen 5,1 miljoen bezoeken brachten en per bezoek gemiddeld 138 euro uitgaven. In 2023 waren de totale brutobaten van Holland Casino 818 miljoen euro, waarvan het aandeel online 116 miljoen euro was. Na aftrek van de kansspelbelasting van 225 miljoen euro resteerde er nettobaten van 593 miljoen euro. De nettowinst in dit jaar bedroeg 24 miljoen euro.

### Resultaten
In 2020 en 2021 werden zware verliezen geleden omdat veel vestigingen gesloten waren vanwege de coronapandemie. In 2021 is Holland Casino ook actief geworden met online spelen. In 2019 was het aandeel van online spelen in de totale baten nog nihil, maar dit is gestegen van 13% in 2021 naar 19% in 2022.
| Jaar | Brutobaten | Kansspel- belasting | Nettobaten | Nettowinst |
| ---- | ---------- | ------------------- | ---------- | ---------- |
| 2018 | 657        | 182                 | 474        | 60         |
| 2019 | 729        | 202                 | 527        | 68         |
| 2020 | 333        | 94                  | 239        | −59        |
| 2021 | 304        | 85                  | 219        | −46        |
| 2022 | 754        | 205                 | 549        | 17         |
| 2023 | 818        | 225                 | 593        | 24         |

## Productaanbod
Holland Casino heeft in Nederland het alleenrecht om tafelspelen aan te bieden. Tafelspelen zijn niet-geautomatiseerde kansspelen die plaatsvinden onder begeleiding van een hiervoor opgeleide croupier. De casino's bieden verschillende tafelspelen, waarvan Amerikaanse roulette, poker, blackjack en punto banco de meest gespeelde zijn.
In elke vestiging van Holland Casino kan met meerdere types automaten worden gegokt. De bekendste 'klassieke' fruitautomaten zijn sinds 2018 alleen nog in video variant beschikbaar. Daarnaast zijn er ook video-, roulette-, bingo- en pokerautomaten. Bij speelautomaten gaat het erom bepaalde combinaties van symbolen op een of meer winlijnen te krijgen. Op automaten wordt gespeeld met credits. Hoeveel kan worden ingezet verschilt per machine, evenals het aantal winlijnen. Veel automaten beschikken over bonusspellen, waarmee onder meer free games kunnen worden gespeeld of waarmee spelers extra credits kunnen winnen. Daarnaast kan op elke automaat een jackpot worden gewonnen. Afhankelijk van het spel en de machine zijn er lage en hoge jackpots te winnen, oplopend tot meer dan een miljoen euro.
De speelautomaten bij Holland Casino wijken op een aantal punten af van het aanbod in speelhallen en horeca. Het minimale uitkeringspercentage voor casino-automaten bedraagt 80 procent (in de praktijk circa 92 procent), terwijl voor anderen minimaal 60 procent geldt (in de praktijk circa 80 procent). De maximale inzet in de horeca en de speelhallen bedraagt 20 cent voor de 'reguliere' gokautomaten tot enkele euro's op de apparaten voor meerdere spelers. Bij Holland Casino bedraagt de maximale inzet per gok 50 euro met een maximum van 150 euro per spel. De gemiddelde inzet per spel bedraagt bij Holland Casino circa 1 euro.
Sinds 1 oktober 2021 biedt Holland Casino ook een online casino aan met onder meer slotgames, poker, casino en sportweddenschappen. Vanuit de vestiging in Scheveningen is er een studio ingericht zodat mensen vanuit huis roulette en blackjack kunnen spelen.

## Kansspelbelasting
De kansspelbelasting volgens het casinoregime bedraagt 30,5% over de bruto winstmarge van de exploitant (inzetten min prijzen). Vanaf 1 januari 2025 stijgt de kansspelbelasting naar 34,2% en in 2026 naar 37,8%. De deelnemer is zelf geen kansspelbelasting verschuldigd.
Niet ieder kansspel dat wordt gespeeld in een casino is een casinospel in de zin van de Wet op de kansspelbelasting. Een pokertoernooi kwalificeert niet als zodanig. Volgens het Wetsvoorstel kansspelen op afstand zal in de wet specifiek voor een pokertoernooi worden opgenomen dat het casinoregime van toepassing is.

## Uitbetaling
Het uitkeringspercentage is afhankelijk van het spel dat gespeeld wordt.

### Roulette
- Doorgaans is er een verschil in het uitkeringspercentage – en winstmarge voor het casino – tussen Franse roulette en Amerikaanse roulette, die elk verschillende inzet- en spelregels kennen. De Franse roulette heeft namelijk maar een zéro en de Amerikaanse roulette heeft er twee. Omdat Holland Casino beide spelvarianten (op dezelfde locaties) naast elkaar aanbiedt, heeft ook bij Holland Casino de Amerikaanse roulette één zero. Daardoor zijn in dit casino de uitkeringspercentages voor beide varianten gelijk (36/37, dit is 97,30%), zodat de ene variant niet meer of minder gunstig is voor de spelers dan de andere.
- Wanneer gespeeld wordt op chance simple (zwart of rood, even of oneven, pair of impair, manque of passe) gelden er andere percentages. Bij Amerikaanse roulette verliest de speler zijn inleg wanneer de bal op zéro (of double zero – maar die bestaat bij HC niet) valt (1/37 = 2,7%). Bij Franse roulette geldt dan dat de inzet en prison gaat: bij de volgende draai krijgt de speler zijn inzet terug of vervalt de inzet aan de bank (0,5/37=1,35%).

### Blackjack
- Het uitkeringspercentage bij blackjack (een kaartspel gelijkend op, maar niet hetzelfde als eenentwintigen) is voor een groot deel afhankelijk van de mate waarin de speler zelf kansberekenings-elementen toepast in het spel. Zolang de speler zich aan alle kansberekeningsregels houdt tijdens het spelen, geldt er een uitkeringspercentage van 95%. In de praktijk geldt dat dit uitkeringspercentage aanzienlijk lager is, doordat niet iedereen even berekenend speelt.

### Speelautomaten
- Het minimale uitkeringspercentage voor speelautomaten is wettelijk 60%, bij Holland Casino is dit 80%.[6] Verder is de inzet per inzetmogelijkheid gemaximeerd op € 50 en kan binnen één spel maximaal € 150 worden verspeeld.

## Horeca

### Restaurants

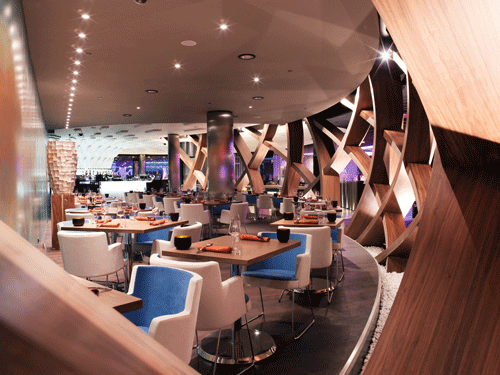

Holland Casino beschikt in elk casino over minimaal één restaurant variërend van 60 tot 150 zitplaatsen. De gerechten op de kaart hebben een Frans-modern karakter, maar brasserie-achtige gerechten als saté, biefstuk en hamburger zijn eveneens verkrijgbaar. De restaurants zijn geopend vanaf 17.00 uur en sluiten na middernacht.

### Bar/club
Holland Casino Amsterdam en Enschede hebben een club.

#### Purple Ultralounge

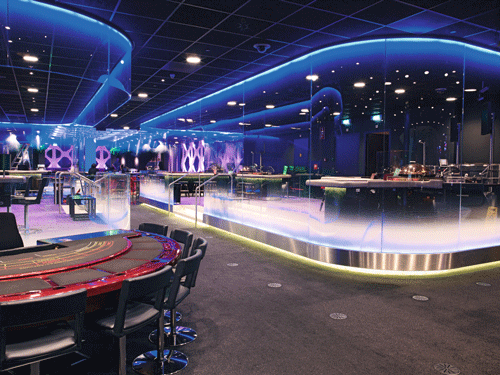
Purple Lounge Rotterdam

In Holland Casino Rotterdam zat de Purple Ultralounge. Purple was een moderne loungeclub. Mede door het ontwerp van de Purple Ultralounge won Holland Casino Rotterdam in 2010 de prijs voor 'Best Interior Design 2010'. Purple was van donderdag t/m zondag geopend. Na de verbouwing was er geen ruimte meer voor Purple en verdween de lounge.

#### Lido Club

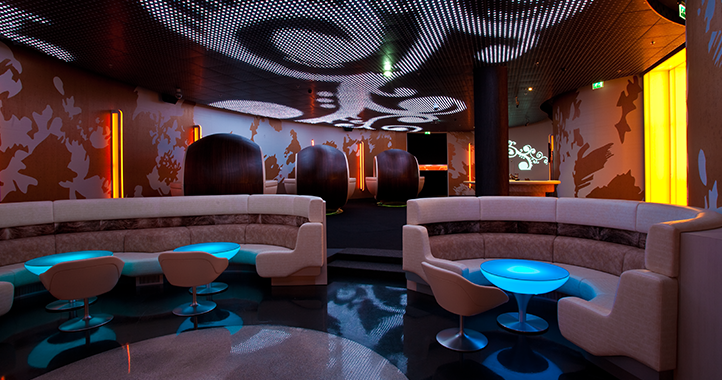
Lido Club Amsterdam

Het Amsterdamse Lido is door Holland Casino verbouwd. De Lido Club heeft een aantal bijzondere spelconcepten. Er staan drie GamePods opgesteld. Op deze half afgesloten multitouch tafels kunnen zoals vroeger bordspelen gespeeld werden, nu gezamenlijk digitale spelen gespeeld worden. Dit zijn klassieke casinospelen als blackjack en poker, maar ook games zoals een clubquiz of dj-game.

##### Historie van Lido Club
Horecatycoon Charles Winkels opende tijdens het interbellum het Amsterdamse Lido. In 1933 werd een leegstaand patriciërshuis aan de Singelgracht verbouwd tot een 'uitspanning aan het water', waarmee het Venetië van het Noorden eindelijk een eigen Lido zou krijgen. Na hoogtij in de jaren vijftig diende het Lido van maart 1965 tot midden jaren zeventig als sociëteit van het Amsterdamse Studenten Corps. In de twee decennia daaropvolgend raakte het Lido langzamerhand in verval. Meerdere uitbaters met uiteenlopende plannen – waaronder sloop en de bouw van luxe-appartementen – wisten de oude grandeur van het Lido niet te herstellen. Dat lukte Krasnapolsky wel, dat in 1991 het Lido overnam en er een klein theater met dinnershow vestigde. Holland Casino was toen inmiddels gevestigd in de aanpalende oude Weteringschans-gevangenis. Het Lido werd in 1996 aan Holland Casino verkocht en omgebouwd tot de Lido Club.

## Verslavingspreventie

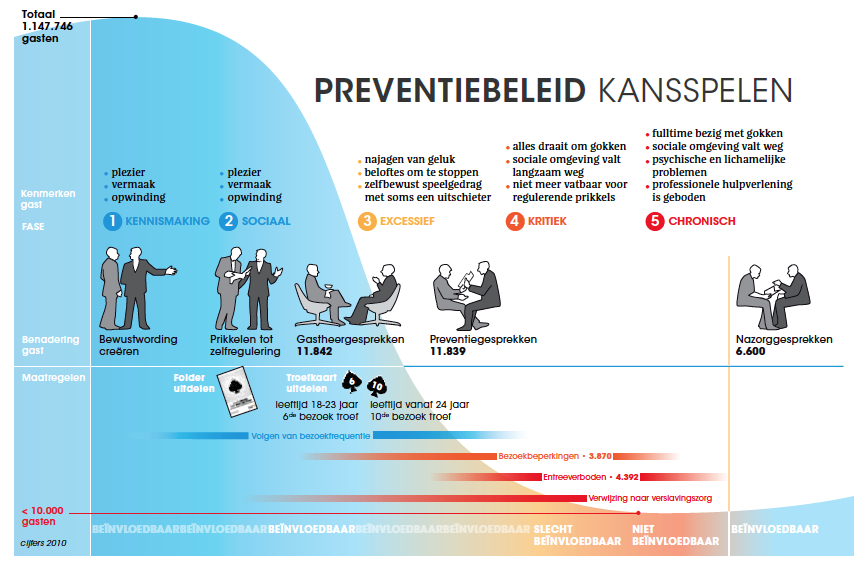
Preventiebeleid Kansspelen Holland Casino

Samen met de verslavingszorg heeft Holland Casino een preventieaanpak ontwikkeld om gokverslaving tegen te gaan. De aanpak kent drie kernelementen: registratie van alle gasten, monitoring en interventies. Al het personeel wordt getraind om (probleem)gedrag te herkennen. Waar nodig worden gasten doorverwezen naar de verslavingszorg. De belangrijkste preventiemaatregelen zijn: entreeverboden, bezoekbeperkingen, preventiegesprekken en doorverwijzingen naar hulpverlenende instanties.
Volgens gegevens van Holland Casino zelf was in 2010 het aantal entreeverboden 4391 en het aantal bezoekbeperkingen 3872. In 2011 gingen de medewerkers van Holland Casino 28.074 gesprekken met gasten aan. Op basis van 364 operationele dagen betekent dat Holland Casino elke dag ongeveer 77 gesprekken voert. De gemiddelde bezoekfrequentie nam na een preventiegesprek bij jongvolwassenen (18 t/m 23 jaar) na negen maanden af met gemiddeld 75%. Bij volwassen is er sprake van een afname van gemiddeld 60%.
Als er aanwijzingen zijn dat een bezoeker behoefte heeft aan hulp of begeleiding, geven medewerkers van Holland Casino een zogenoemde HANDS-kaart. Daarop staat het telefoonnummer van HANDS (Human Assistance Network for Daily Support). Deze lijn is 365 dagen per jaar, 24 uur per dag bereikbaar. Holland Casino verwees in 2010 1304 keer door naar HANDS. Dit aantal komt neer op gemiddeld 3,5 doorverwijzingen per dag in 2010. Naast HANDS verwijst Holland Casino ook naar andere verslavingsinstanties zoals AGOG, Jellinek en Riagg.
Medewerkers van Holland Casino krijgen een verplichte training van verslavingszorgmedewerkers waarin zij leren verslavingssignalen te herkennen. Na drie jaar krijgen zij een herhalingscursus. De medewerkers verantwoordelijk voor preventiegesprekken en jongvolwassenengesprekken volgen verplicht nog een uitgebreidere training.
Gegevens over de bezoeker van Holland Casino worden centraal opgeslagen in het softwaresysteem BRS+ (Bezoekers Registratie Systeem Plus). Holland Casino verplicht zijn bezoekers zich bij binnenkomst te registreren.
Staatssecretaris Fred Teeven heeft in maart 2011 het voornemen geuit om een verantwoord, veilig en eigentijds kansspelbeleid te creëren en heeft hiertoe een voorstel voor herziening van de Wet op de kansspelen ingediend bij de Tweede Kamer. In 2014 werd een aangepast voorstel gepresenteerd.

## Antiwitwasbeleid
Holland Casino heeft een antiwitwasbeleid dat erop gericht is te voorkomen dat gelden ten onrechte als speelwinst en daarmee als 'wit geld' in het girale betalingsverkeer kunnen worden gebracht. Op de naleving van de wettelijke bepalingen wordt toezicht gehouden door De Nederlandsche Bank, die zich op grond van een onderzoek uit 2010 'op enkele detailpunten na' in het gevoerde beleid kon vinden. Volgens een rapport van de Algemene Rekenkamer uit februari 2011 voldoet het beleid aan de daaraan gestelde wettelijke eisen. De Rekenkamer concludeerde: 'Holland Casino heeft zijn procedures zodanig vormgegeven dat bedragen die in speelpenningen worden omgezet en vervolgens weer worden omgewisseld niet ten onrechte als speelwinst, en dus als 'wit' geld, in het girale verkeer kunnen worden gebracht.'
In 2010 werden er 1005 MOT-meldingen (Wet melding ongebruikelijke transacties) gedaan door Holland Casino. Dit wil nog niet zeggen dat deze daadwerkelijk te maken hebben met het witwassen van geld. Door de Wet bescherming persoonsgegevens zijn er geen cijfers beschikbaar over het daadwerkelijke aantal ongebruikelijke transacties, de uiteindelijke uitspraak op zo'n verdenking ligt bij de rechter.
Holland Casino doet in ieder geval een melding bij een van de volgende indicatoren:
- Bij het in depot nemen van waarden van € 15.000,- of meer.
- Bij girale transacties van € 15.000,- of meer.
- Bij verkoop aan een gast van speelpenningen met een tegenwaarde van € 15.000,- of meer tegen inlevering van cheques of buitenlandse valuta.

Naast deze objectieve criteria maakt Holland Casino ook melding van transacties waarbij het vermoeden bestaat dat deze verband houden met witwassen of financiering van terrorisme. Medewerkers worden daarin getraind.

## Geschiedenis
- 22 januari 1974: oprichting van Nationale Stichting Casinospelen
- 17 december 1975: Nationale Stichting Casinospelen verkrijgt vergunning tot exploitatie van casinospelen
- 1 maart 1976: vestiging van hoofdkantoor op Schiphol
- 1 oktober 1976: opening van Holland Casino in Zandvoort (Bouwes)
- 6 mei 1977: opening van Holland Casino in Valkenburg (Cocarde)
- 4 oktober 1979: opening van Holland Casino in Scheveningen (Kurhaus)
- 16 juli 1984: verplaatsing van hoofdkantoor naar Hoofddorp
- 29 november 1985: opening van Holland Casino Rotterdam (Hilton)
- 1986: uitbreiding van spelaanbod met speelautomaten
- 1 december 1986: opening van Holland Casino Amsterdam (Hilton)
- 1 oktober 1987: opening van Holland Casino in Breda (Bijster)
- 16 september 1988: heropening van Holland Casino in Zandvoort (Badhuisplein)
- 4 november 1988: opening van Holland Casino in Groningen (Gedempte Kattendiep)
- 10 augustus 1989: opening van Holland Casino in Nijmegen (Waalkade)
- 2 november 1991: heropening van Holland Casino Amsterdam (Lido)
- 13 juni 1992: heropening van Holland Casino Rotterdam (Plaza)
- 13 juni 1993: opening van Holland Casino in Eindhoven (Heuvel Galerie)
- 1 april 1995: opening van Holland Casino op Schiphol Airport (corridor E/F)
- 15 december 1995: heropening van Holland Casino in Scheveningen (Kurhausweg)
- 5 mei 1998: heropening van Holland Casino in Valkenburg (Cauberg)
- 30 september 2000: opening van Holland Casino in Utrecht (Overste den Oudenlaan)
- 28 juni 2002: opening van Holland Casino in Enschede (Boulevard 1945)
- 6 juni 2003: heropening van Holland Casino in Breda (Kloosterkazerne)
- 8 maart 2006: opening van Holland Casino in Venlo (Trade Port West)
- 1 december 2006: opening van Holland Casino in Leeuwarden (WTC Expo)
- 4 november 2009: heropening van Holland Casino in Rotterdam, winnaar van Venuez Interior Design of the Year in 2010
- 17 december 2010: heropening van Lido Club Holland Casino Amsterdam
- 17 april 2014: Holland Casino maakt bekend een reorganisatie door te voeren, hierbij worden 325 voltijdsbanen geschrapt.
- 1 mei 2017: naar aanleiding van een in 2016 ingediend wetsvoorstel dat ertoe strekt dat een vergunning voor het exploiteren van een casino alleen nog kan worden verleend aan een kapitaalvennootschap wordt de Nationale stichting tot exploitatie van casinospelen in Nederland omgevormd tot een naamloze vennootschap (Holland Casino N.V.)[15]
- 27 augustus 2017: Holland Casino Groningen verwoest door brand.[16]
- 11 juni 2018: opening van Holland Casino Amsterdam-West
- 18 december 2018: heropening Holland Casino Groningen op tijdelijke noodlocatie aan het Sontplein
- 1 juli 2021: heropening Holland Casino Venlo nieuwbouw op de Floralaan.
- 10 september 2021: heropening Holland Casino Utrecht nieuwbouw op de Winthontlaan.
- 1 oktober 2021: Livegang van het online casino.

### Prijzen
Voor het beleid om gokverslaving zo veel mogelijk tegen te gaan ontving het bedrijf in 2008, 2009 en opnieuw in 2011 in Londen de Gaming Award voor Socially Responsible Casino Operator of the Year. Deze internationale prijs is voor de meest maatschappelijk verantwoorde ondernemer in de casinobranche. De preventieve aanpak van Holland Casino geldt inmiddels als een blauwdruk voor de aanpak van gokverslaving in meerdere landen, waaronder Zweden en Canada. In 2010 ontving Holland Casino de International Gaming Award in de categorie Socially Responsible Operator of the Year. De prijzen zijn internationaal en terug te vinden op de website van Gaming Awards.